# Oel Dhakwa
Oel Dhakwa – miasto w północnych Indiach w stanie Uttar Pradesh, na Nizinie Hindustańskiej.
Populacja miasta w 2001 roku wynosiła 11 077 mieszkańców.